# Monferrato
För andra betydelser, se Monferrato (olika betydelser).
Markgrevskapet Monferrato (franska: Montferrat) var ett självständigt begränsat markgrevskap som 1574 blev upphöjt till hertigdöme, Hertigdömet Monferrato. Det låg i det som numera är Italien, bestående av två skilda delar mellan Po och Liguriska Apenninerna, med Casale Monferrato till huvudstad. Landet var avgränsat av Savojen, Milano och Genua. Dagens italienska provins Alessandria och en del av provinsen Asti utgjorde Monferrato.
Markgrevskapet grundades år 961 och det hade sina egna markgrevar, bland dessa korsfararna, bröderna Konrad, kung av Jerusalem 1189–1192, och Bonifatius, kung av Thessaloniki 1204–1207. Genom arv kom Monferrato 1305 till en sidogren av bysantinska kejsarhuset och 1536 till hertigarna av Mantua. Markgrevskapet upphöjdes 1574 till ett hertigdöme. Efter det mantuanska tronföljdskriget (1628–1631) tilldelades en bit av hertigdömet till Hertigdömet Savojen. År 1703 gjorde Savojen anspråk på Monferrato, och dessa erkändes av kejsar Leopold I år 1708 och då införlivades hertigdömet helt i Savojen.